# U.S. Women's Hard Court Championships 1992
L'U.S. Women's Hard Court Championships 1992 è stato un torneo di tennis giocato sul cemento.
È stata la 27ª edizione del torneo, che fa parte della categoria Tier III nell'ambito del WTA Tour 1992.
Si è giocato a San Antonio negli Stati Uniti, dal 23 al 29 marzo 1992.

## Campionesse

### Singolare
Martina Navrátilová ha battuto in finale  Nathalie Tauziat con il punteggio di 6–2, 6–1

### Doppio
Martina Navrátilová /  Pam Shriver hanno battuto in finale  Patty Fendick /  Andrea Strnadová con il punteggio di 3–6, 6–2, 7–6(4)